# 협보
협보(陜父, ?~?)는 고구려의 개국공신이다.

## 생애
동명성왕(東明聖王)이 부여(夫餘)에서 탈출할 때 오이(烏伊) 마리(摩離)와 함께 동행했다.
전쟁에 참여해 공을 세운 기록이 있는 오이(烏伊) 마리(摩離)와 달리 전쟁에 참여한 경력은 발견되지 않으며, 문관 관료의 역할을 수행한 것으로 보인다.
유리명왕(瑠璃明王) 22년(서기 3년) 대보(大輔) 직위에 있으면서 유리명왕(瑠璃明王)에게 간언을 했다가 정원지기격인 관원(官園)으로 좌천당했다. 이에 앙심을 품고 고구려를 떠나 남쪽으로 가 버렸다.

## 협보가 등장하는 작품
- 《주몽》(MBC, 2006년~2007년, 배우: 임대호)